# Shangilia
Shangilia (Freue dich) ist die Kurzform für Tumshangilieni mtoto, ein gleichnamiges kenianisches Straßenkinderprojekt im Slum Kangemi in Nairobi.
Das Projekt ist ein Heim mit einer angeschlossenen Schule. Die Schule geht vom Kindergarten über eine Vorschulklasse bis zur 8. Klasse.

## Entwicklung
1994 spielte die kenianische Schauspielerin Anne Wanjugu († 2. April 2002) die Hauptrolle in dem Film Usilie mtoto wa Africa (Weine nicht, Kind Afrikas) über Straßenkinder. Daraufhin gründete sie 1994 das Projekt, das Straßen- und Waisenkinder aufnimmt. 2001 wurde Anne Wanjugu der Elisabeth-Norgall-Preis verliehen.
Seitdem wurde das Haus um eine Schule und einen Kindergarten erweitert. 2004 kaufte Cap Anamur / Deutsche Not-Ärzte e.V. ein Grundstück für das wachsende Projekt. Hier wurden in den letzten Jahren eine neue Schule und ein neues Heim gebaut. 2014 wurden diese Arbeiten abgeschlossen. Geleitet wird das Projekt seit 2005 von Japheth Njenga.
2009 gründete sich der Verein Shangilia Deutschland e.V. mit dem Ziel, den Kindern in Shangilia eine bestmögliche Ausbildung zu bieten.
Nach der Schule unterrichten Trainer die Schüler in Musik, Akrobatik und Tanz. Auftritte und die Aufführung von Theaterstücken sind ein fester Bestandteil des Projektes, das 199 Straßen- und Waisenkindern ein Heim bietet, ihnen Schulbildung ermöglicht und in dem kulturelle Aktivität eine besondere Rolle spielt.
Seit Oktober 2010 ist der Moderator Frank Plasberg („hart aber fair“, ARD) Schirmherr von „Shangilia Deutschland e.V.“

## Auftritte im Ausland
- 1996 UNICEF lud Anne Wanjugu mit 15 Kindern zum 50-jährigen Bestehen nach Deutschland ein. Sie traten in Berlin, Leipzig und Köln auf.
- 2004 Eine Abordnung der Kinder wird zur Welt-AIDS-Konferenz nach Bangkok eingeladen.
- 2005 Auftritt beim Zanzibar International Film Festival
- 2007 reisten die Kinder als Shangilia Youth Choir of Kenya durch die USA und traten auch zusammen mit Hugh Masekela auf. Im Anschluss nahmen sie ein Album mit dem Titel Rejoice Child of Africa[4] auf.
- 2009 nahm Shangilia an der Kinderkulturkarawane in Deutschland teil.[5]